# 比奈亚山
比奈亚山是印度尼西亚的山峰，位于马努塞拉国家公园，是斯兰岛的最高点，也是马鲁古省的最高山。海拔3,027（9,931英尺），是地球上地形突起度第88高的山峰。比奈亚山具有特有的生物多样性。